# Zwaard (wapen)

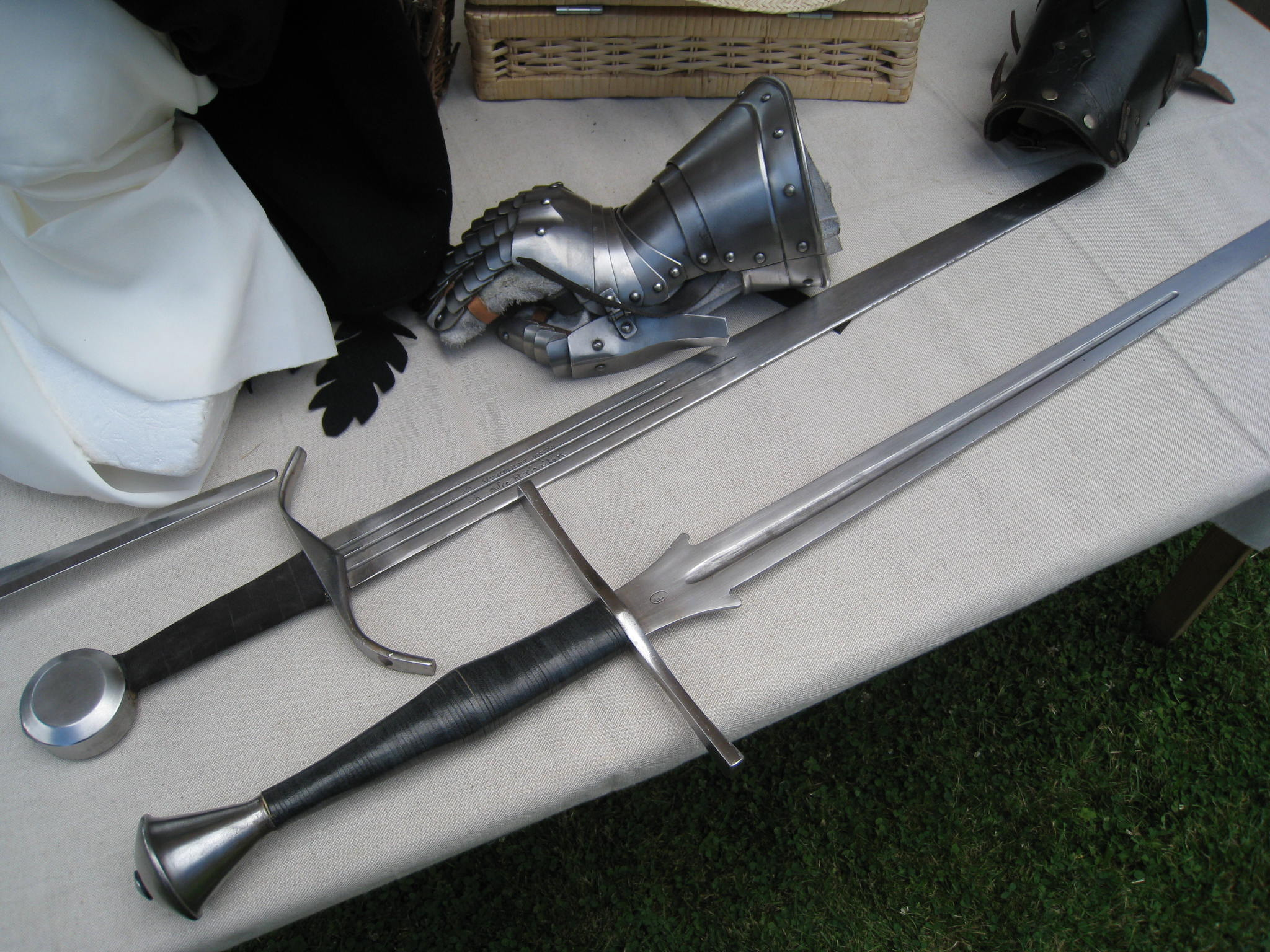
Moderne gevechtszwaarden

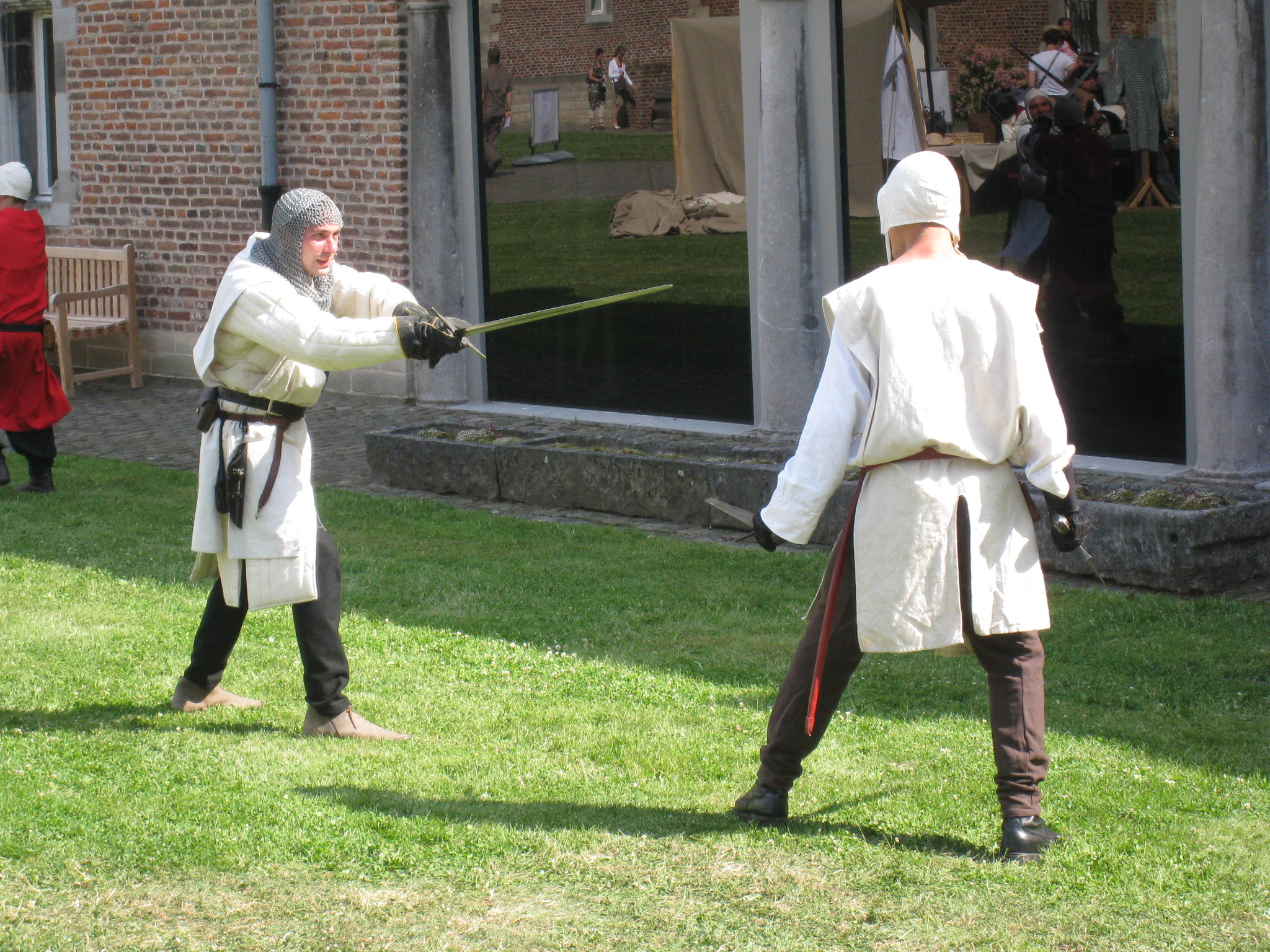
Pseudo-middeleeuws zwaardgevecht; middeleeuwse ridders vochten te paard, droegen een schild (targe) om de hals en hielden het zwaard met beide handen vast.

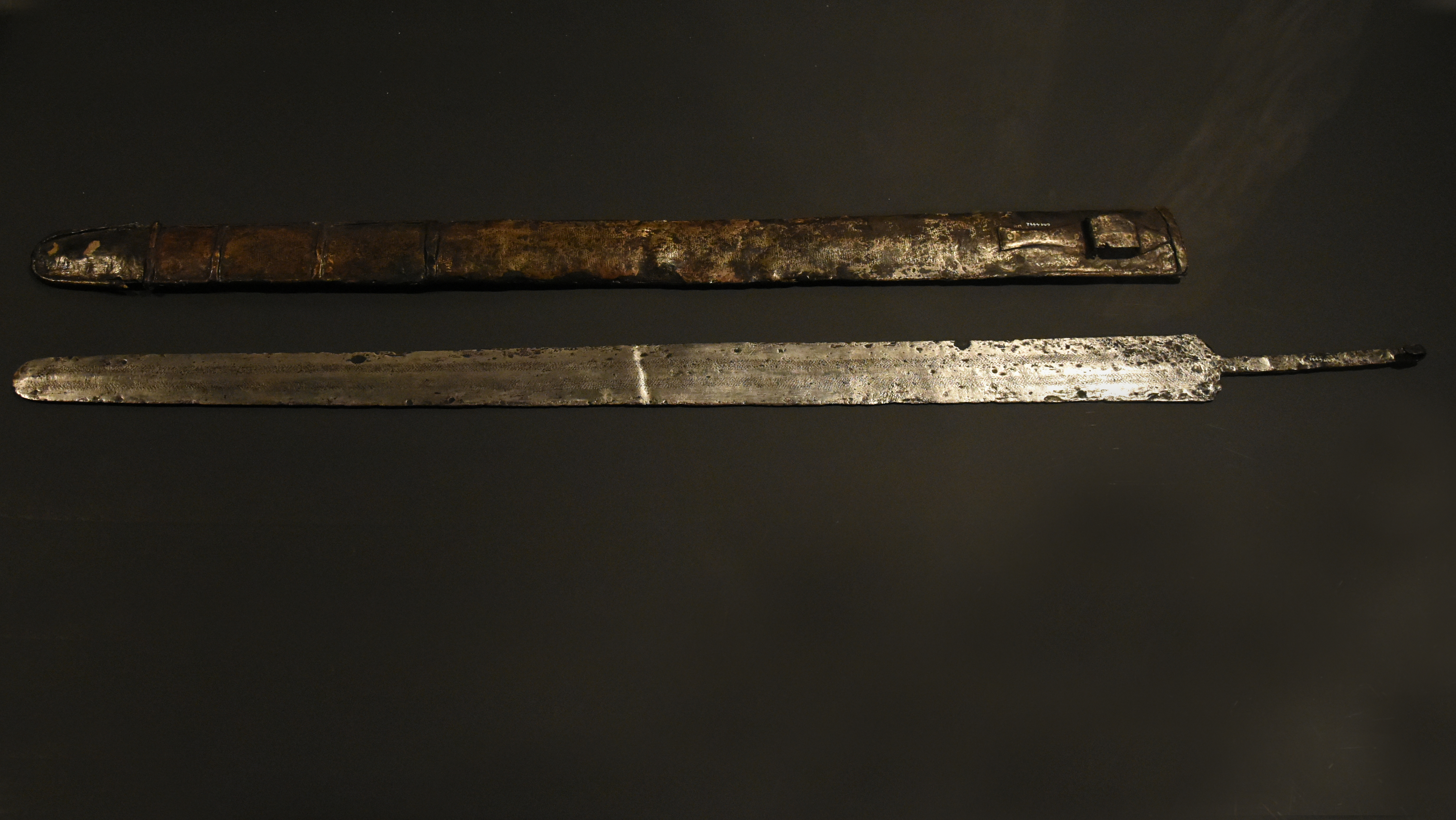
IJzeren zwaard (50-10 v.Chr.), gevonden in Vlijtingen - Gallo-Romeins Museum (Tongeren)

Het zwaard is een gevechtswapen. Qua vorm is het vergelijkbaar met een mes of sabel, maar het heeft een (aanzienlijk) groter blad (kling) en aanwezig contragewicht (pommel), dat niet aanwezig is bij messen.
In de loop van de geschiedenis heeft het zwaard vele vormen gekend, gaande van het "Keltisch zwaard", de gladius, de spatha, het Vikingzwaard, het eenhandig ridderzwaard, de falchion, het tweehandig langzwaard en vele andere vormen. 
Vanaf de hoge middeleeuwen tot de renaissance kwamen lange messen (das langes messer) in zwang die qua formaat even lang waren als een zwaard maar het productiemechanisme hadden van een mes.  Later in de 17-18de eeuw won de sabel sterk aan populariteit.

## Algemeen
De enorme diversiteit in wapens door de tijd maakt het moeilijk om deze categorie wapens strikt af te bakenen. In de basis kan gesteld worden dat een zwaard een langwerpig wapen is, bedoeld om mee te snijden en/of te steken met een (al dan niet deels) scherp metalen blad, een pommel en een handvat. Een wacht (ook wel pareerstang, stootplaat) is optioneel maar vaak aanwezig.
Andere kenmerken van een zwaard zijn dat het:
- in de hand gehouden wordt tijdens het gevecht
- een langwerpig blad (kling) als voornaamste onderdeel heeft, meestal moet het groter dan 45 cm zijn, maar andere factoren spelen mee.
- onder het blad geen verlengstuk heeft met als doel het bereik te vergroten
- het op zijn minst geschikt is om te houwen en te snijden

Volgens bovenstaande definitie worden de volgende wapens niet als zwaard beschouwd:
- werktuigen; bijvoorbeeld machetes.
- lichte wapens waar de massa geen rol speelt; bv. mes, dolk, degen, sabel.
- lange, op een stok gemonteerde wapens, zoals de hellebaard.
- werpmessen.

Het zwaard werd gebruikt in lijf-aan-lijfgevechten, te paard of het slagveld maar was ook uitermate geschikt voor duels. Korte zwaarden werden vaak als reservewapen gedragen door schutters of piekeniers. Het lage gewicht en de korte lengte voorkomen hinder en verwonding van strijdmakkers. Lange(re) zwaarden werden vooral gebruikt door de ruiterij, door offensieve troepen (in losse formatie) en tijdens duels. Extra lange, tweehandig bediende zwaarden werden gebruikt voor executies door onthoofding en door gespecialiseerde vechters tegen cavalerie en tegen piekeniers.
Het zwaard is een wapen dat afhankelijk van de uitvoering een zekere lichamelijke kracht vereist, maar met name aanzienlijke vaardigheid. In de middeleeuwen werd van iedere ridder verwacht dat hij een zwaard had en het kon hanteren maar ook gewone burgers leerden vaak omgaan met het eenhandig zwaard.
Wanneer een zwaard niet wordt gebruikt, wordt het bij voorkeur in een schede opgeborgen om het te beschermen tegen vocht en beschadigingen, en om te voorkomen dat het onbedoeld iemand verwondt. De schede, die in Europa meestal met leer of stof is bekleed, hangt met een riem op heuphoogte aan (voor rechtshandigen) de linkerzijde van de drager; zo kan het zwaard gemakkelijk en snel getrokken worden. Soms werd het ook in het midden aan de voorzijde van de riem gedragen.

## Onderdelen

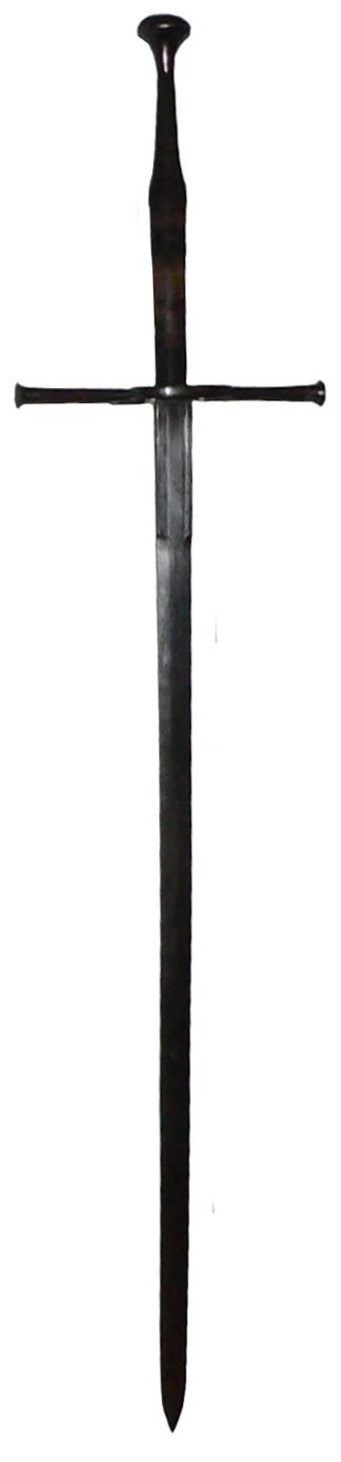
Een Zwitsers zwaard.

Aan het zwaard kunnen volgende onderdelen onderscheiden worden:

### Gevest
Het gevest is het deel dat houvast biedt, en bestaat typisch uit:
- de greep, waar de hand past
- de pareerstang (stootplaat) is een metalen stang tussen greep en kling, die gebruikt kan worden om het wapen van de tegenstander op te vangen. Soms is dit onderdeel schijfvormig, soms ontbreekt het. In de vroege Middeleeuwen en de migratie periode was de pareerstang typisch klein van formaat en had hier voornamelijk de functie om te voorkomen dat de hand de kling op zou glijden. In het laatste deel van de vroege Middeleeuwen werden de pareerstangen groter, en kreeg ze meer een defensieve functie met als doel het blad van de tegenstander te controleren.
- de pommel (knop) bevindt zich onderaan het gevest. Hij heeft verschillende functies: het uitbalanceren van het zwaard, voorkomen dat de hand van de greep glijdt, extra houvast voor de andere hand en soms ook als bevestiging van de kling aan het gevest. Tevens kon de pommel met behulp van bepaalde technieken gebruikt worden om klappen mee uit te delen. Een zwaard wordt, in tegenstelling tot een sabel of mes, gedefinieerd door de aanwezigheid van de pommel. Men kan een linkshandig zwaard van een rechtshandig zwaard onderscheiden door de subtiele draaiing waarmee de pommel uit de parallellijn staat om beter in de palm van de hand, tussen de duimmuis en de pinkmuis te passen.

### Kling

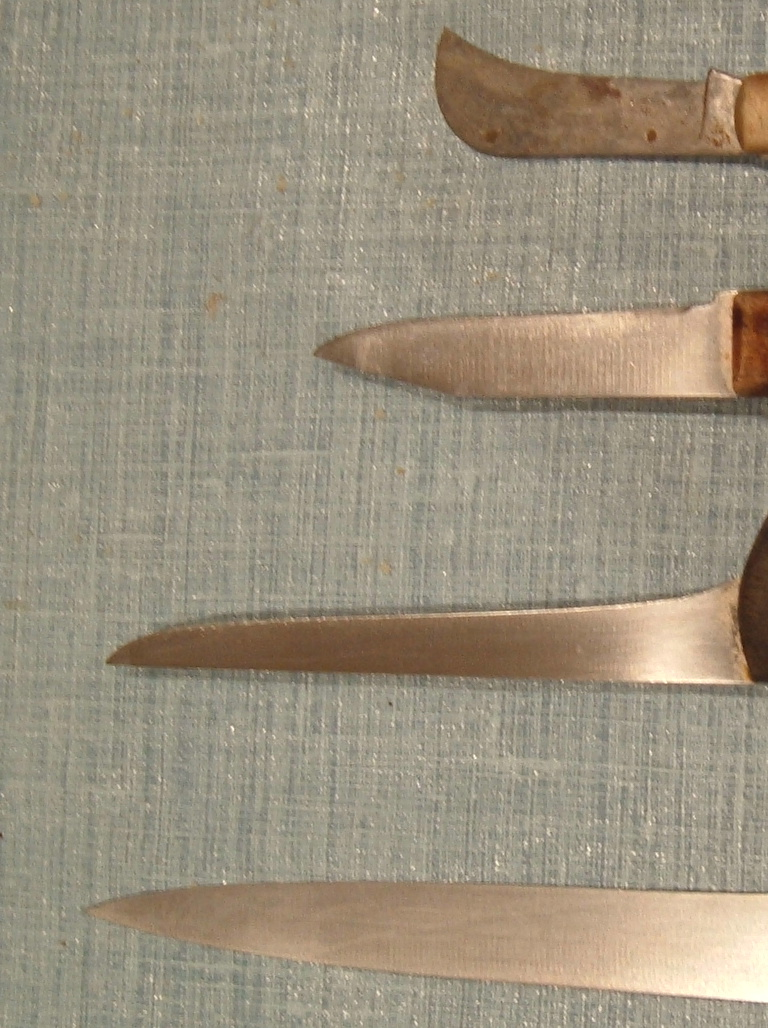
Verschillende versies van een kling

De kling is het blad (lemmet) van het zwaard en is steeds van metaal (staal) gemaakt.
- de punt is het bovenste, puntige gedeelte. Sommige zwaarden die enkel worden gebruikt om te houwen, hebben geen punt.
- de snede is de scherpe kant van het zwaard. Dubbelzijdige zwaarden hebben een snede aan beide zijden van de kling.
- de rug is bij enkelzijdige zwaarden de kant die niet scherp is. Bij sommige zwaarden zoals de falchion kan het puntgedeelte van de rug ook scherp zijn.
- de geul is een ondiepe uitsparing aan de zijkant in de lengte van de kling. Het dient in de eerste plaats om gewicht te besparen, maar heeft wellicht ook een esthetische waarde. Ook dient deze ter versteviging. De meeste zwaarden hebben geen geul of één geul, sommige hebben er twee.
- onderaan de kling, boven de pareerstang, zit soms een ongescherpt deel, het ricasso. Hier wordt vaak de stempel van de maker gezet. Bij tweehandige zwaarden is dit onderdeel soms extra groot en met leder bekleed om houvast te geven aan de andere hand.
- de angel is het niet-zichtbare deel onderaan de kling, dat voor de verankering in het gevest zorgt. Hierop wordt aan het uiteinde de pommel bevestigd.

#### Smeden van de kling
De kling van een zwaard bestaat meestal uit staal (ijzer met koolstof en eventueel andere elementen). Vroeger werd ijzer vele malen uitgesmeed waarbij het steeds een klein beetje koolstof van het smidsvuur opnam. Het lange uitgesmede stuk staal werd enkele malen gevouwen en opnieuw uitgesmeed, waarbij weer koolstof opgenomen werd. Dit gebeurde vele malen achter elkaar, waardoor dit soort staal erg kostbaar was. Door dit proces krijgt de kling een gelaagde structuur. Met de tijd werden deze lagen zichtbaar als een patroon 'in' het staal.
Staal met een relatief hoog koolstofgehalte (vanaf ca. 0,5%) kan gehard worden. Hierbij wordt het metaal tot een kritische temperatuur verhoogd en een tijd daarop gehouden (grofweg tussen de 800 en 1050 graden Celsius, afhankelijk van de legering). Vervolgens wordt het staal snel afgekoeld (met lucht, olie of water, ook afhankelijk van de legering). Nu heeft het staal een maximale hardheid, maar is het ook erg breekbaar (net als glas erg hard is, maar ook breekbaar).
Vervolgens wordt het geharde staal weer verwarmd waarbij een deel van de hardheid verloren gaat, maar taaiheid gewonnen wordt. Dit kan één keer gebeuren of meerdere keren achter elkaar, waarbij het staal rustig afkoelt tot kamertemperatuur. Hoe hoger de temperatuur hoe meer hardheid 'ingewisseld' wordt voor taaiheid. De temperaturen liggen hierbij rond de 180 en 220 graden Celsius, waarbij deze temperatuur vaak een uur aangehouden wordt.
Vroeger werd als materiaal voor de kling koper gebruikt, daarna brons, gevolgd door ijzer. De Japanse katana wordt van tamahagane gemaakt, een speciaal voor dit doel ritueel vervaardigd staal.

### Schede
De schede dient om het zwaard in op te bergen als het niet gebruikt wordt. Gewoonlijk herbergt het enkel de kling van het zwaard. Het beschermt enerzijds het zwaard tegen aantasting en anderzijds de drager en omstaanders tegen accidentele verwondingen.

## Smeedkunst en constructie
De wapensmeedkunst bereikt haar hoogtepunt in het smeden van zwaarden. De vereisten voor de goede eigenschappen van een zwaard zijn velerlei en soms tegenstrijdig. Het moet kunnen dienen om te steken, houwen, snijden en pareren. Een goed zwaard moet vooral scherp en duurzaam zijn. Voor de snede betekent dit dat het metaal hard en slijtvast moet zijn. Een volledige kling in zulk staal zal echter gemakkelijk breken, omdat het niet flexibel genoeg is om de energie van de slag te absorberen. Daarom wordt de rest van de kling uit 'zacht' staal gemaakt. Zowel de chemische samenstelling van het staal als de microscopische structuur speelt daarbij een rol:
- De regeling van het koolstofgehalte in het staal kenmerkt wat vaak de overgang van 'ijzer' naar 'staal' wordt genoemd. Subtiele toevoeging van andere metalen perfectioneert de legering verder.
- Door staal afwisselend plots af te koelen en weer te temperen wordt de korrelstructuur van het staal beïnvloed en zo de hardheid van verschillende zones van de kling.
- Door heterogene samenstelling van verschillende typen staal kunnen de eigenschappen ervan gecombineerd worden: koolstofrijk (hard) staal wordt met koolstofarm (zacht en flexibel) staal samengesmeed en door het herhaaldelijk plooien en weer platsmeden tot een meerlagige kling verwerkt (dit heet "gevouwen staal" of bij verschillende typen staal "damaststaal").

Deze processen ontwikkelden zich door de geschiedenis bij verschillende culturen. Het hoogtepunt wordt wellicht bereikt met damaststaal, dat in Zuid-Azië in de 18e eeuw geperfectioneerd werd, een niveau dat pas recent werd herontdekt door intensieve studie van dit materiaal. Wapens uit damast worden ook tegenwoordig door verzamelaars nog hoog gewaardeerd, vanwege het prachtige patroon dat zichtbaar wordt bij het etsen van het staal.
Het zwaard wordt uitgebalanceerd door de gewichtsverdeling zo te regelen dat het zwaard 'goed in de hand voelt'. Materiaal, lengte en vooral vorm spelen daarbij een belangrijke rol. Door het zwaartepunt dicht bij de pareerstang te brengen wordt het minder vermoeiend om het zwaard vast te houden en gemakkelijker om het te hanteren (zwaaien, pareren). Door het percussiecentrum dichter bij de punt te brengen wordt dan weer de efficiëntie van het klieven verhoogd, doordat de kling met meer kracht kan houwen. Voor iedere gebruiker is het weer anders welke balans zijn voorkeur heeft en het best bij zijn vechtstijl past.
Deze technologieën werden slechts beperkt gebruikt tijdens de productie van het overgrote deel van de zwaarden, vanwege de hoge kosten, de veeleisendheid, of vanwege de beperkte kennis van de wapensmid; de ambachtelijke kennis werd vaak enkel mondeling overgeleverd en verder geheimgehouden.
Zwaarden uit staal moeten goed geolied worden om roesten te voorkomen. Hedendaagse sierzwaarden worden weliswaar uit roestvast staal gemaakt, maar zijn niet geschikt als wapen vanwege de breekbaarheid: het is meermalen voorgekomen dat een dergelijk zwaard brak tijdens oefeningen en mensen verwondde. In de handel wordt daarom vaak de kwalificatie "practical" of "battle ready" gehanteerd om aan te geven dat het zwaard wel bruikbaar is.

## Geschiedenis

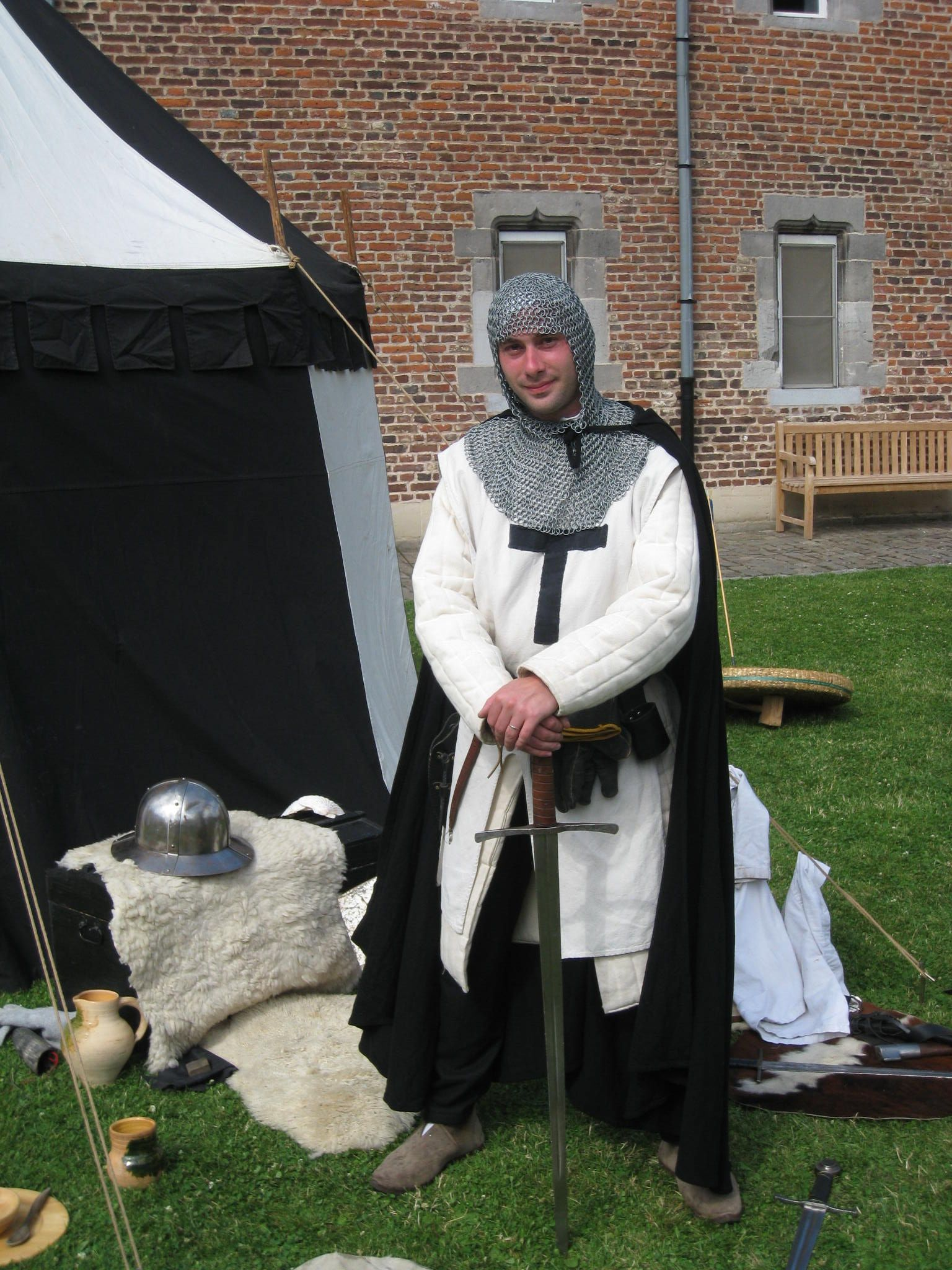
Middeleeuwse gevechtsuitrusting met zwaard

Zwaarden behoren tot de eerste echte wapens, die niet voor jacht of andere toepassingen werden gemaakt. De oudste zwaarden ter wereld zijn van koper. Deze zijn gevonden in Turkije en stammen uit 3300 v.Chr. In Europa ontstonden zwaarden pas in de bronstijd. Dit waren aanvankelijk verlengde bronzen dolken, die als steekwapens werden gebruikt. Het oudste zwaard in Nederland stamt uit 1700 v.Chr. en is gevonden in het graf van de Hoofdman van Drouwen.
Later in de bronstijd veranderde de vorm van het zwaard, waardoor het zowel als slag- als als steekwapen gebruikt kon worden (zie voorbeeld in de foto boven). Er wordt wel vermoed dat de golf van vernietiging die zich in de tijd van de brandcatastrofe rond 1180 v.Chr. over de steden van het oostelijke Middellandse Zeegebied verspreidde te maken had met een meer op het zwaard gebaseerde vorm van oorlogsvoering. Met de introductie van het ijzer in de ijzertijd, niet lang daarna (in Nederland pas rond 800 v.Chr.) werden zwaarden ook daarvan gemaakt. In tegenstelling tot brons, dat in vorm gegoten werd, werden 'ijzeren' zwaarden in vorm gesmeed. De eerste ijzeren zwaarden hadden dezelfde vorm als de bronzen zwaarden. Het ijzeren zwaard was aanvankelijk nauwelijks beter dan dat van brons, vaak zelfs slechter van kwaliteit. Later in de ijzertijd kregen zwaarden een lange, rechte kling. Dit waren de zogenaamde spatha's, ook wel gezien als ruiterzwaarden. Dit type zwaard bleef tot ver in de Middeleeuwen in gebruik. De Romeinen gebruikten naast de spatha ook de gladius, een kort en breed steekzwaard.
Aanvankelijk varieerde het staal sterk in kwaliteit. Tijdens de Romeinse tijd werd staal met een hoog koolstofgehalte samen met staal van een lager koolstofgehalte gecombineerd in zwaarden. In de vroege Middeleeuwen was dit een algemeen gebruik. Door het in elkaar draaien van stroken staal met veel en weinig koolstof kreeg het zwaard een fraai donker en licht streepjespatroon, ook wel damast genoemd. In de Vikingtijd kwam naast het damaststaal ook monostaal in gebruik. Dit betekende dat het hele zwaard uit een staalsoort van hoge kwaliteit werd gemaakt en dus niet meer het streepjespatroon had. In de late Middeleeuwen werd alleen nog monostaal gebruikt. In deze tijd kreeg het zwaard de bekendste vorm met een lange slanke kling, een lange dwarsbescherming voor de pols en een handvat met massieve metalen knop voor balans. Zwaarden na de Middeleeuwen kregen een nog effectievere handbescherming, die de hele hand bedekte. Dit waren de zogenaamde sabels, zwaarden met een dunne gekromde en eenzijdige kling. Het zwaard is nog eeuwenlang naast vuurwapens gebruikt, maar werd uiteindelijk volledig vervangen als wapen. In het leger heeft het nu alleen nog een symbolische betekenis.

## Zwaarden als statussymbool
Zwaarden en de smid die zwaarden vervaardigen kon hebben altijd een hoge status gehad. Ze stonden altijd aan de top van de metaalbewerkingstechniek. Zwaarden gaven status aan de eigenaar en werden daarom vaak rijkelijk versierd en er werd veel meer werk aan besteed dan nodig om er een functioneel wapen van te maken. In de prehistorie werden zwaarden ook vaak geofferd in rivieren en moerassen, aangezien het zwaard het waardevolste bezit was dat aan de goden geschonken kon worden.
Het aanzien van zwaarden wordt ook duidelijk door hun centrale rol in allerlei mythologieën. Sommige zwaarden hebben een naam. Bekende voorbeelden uit mythologie en literatuur zijn het zwaard van Arthur, Excalibur, Caladbolg in de Ierse mythologie, Nothung in de opera Siegfried, Peters zwaard Rhindon in de boeken van C.S. Lewis, Prik (of Sting) van Frodo  en Anduril van Aragorn in In de Ban van de Ring van J.R.R. Tolkien en het zwaard van Goderic Griffoendor uit de boeken van Harry Potter.

## Misverstanden over zwaarden
Over zwaarden bestaan verschillende misverstanden. De waarheid is:
- Zwaarden zijn niet onverwoestbaar. Ze zijn absoluut niet bedoeld om harde materialen of daarvan gemaakte voorwerpen te splijten of te doorboren, zoals harnassen. Er was altijd een compromis tussen scherpte en duurzaamheid; hoe scherper de snede, hoe gemakkelijker deze beschadigt.
- Gevechtszwaarden breken doorgaans niet. Het kwam voor dat een zwaard van een zachter metaal boog, maar het brak over het algemeen niet, behalve als er defecten in de kling aanwezig waren (slakken, barsten, holtes) of als de kling een slechte verbinding met het handvat had. Goedkope moderne zwaarden van roestvast staal breken echter wel en het bezwijken van een dergelijk zwaard kan dodelijke verwondingen veroorzaken. Deze worden daarom ook niet voor niets "muurhangers" genoemd. De tegenhangers hiervan zijn de zwaarden bedoeld voor het showgevecht, deze zijn over het algemeen van een zachtere staalsoort en niet scherp geslepen.
- De groeve die bij sommige zwaarden over (een gedeelte van) de lengte van de kling loopt heeft te maken met gewichtsbesparing. En versteviging of versterking. Deze groef wordt vaak een 'bloedgeul' genoemd, wat de indruk wekt dat het bedoeld zou zijn om bloed uit een wond af te voeren. Deze geul zou tot doel hebben het "vacuüm trekken" van het lichaam na het steken of klieven tegen te gaan, maar dit is een fabeltje; de werkelijke functie van een bloedgleuf is gewichtsbesparing. En versteviging of versterking.
- Het zwaard was niet het hoofdwapen op het middeleeuws slagveld. De voorkeur ging naar de speer, die niet alleen meer bereik had maar ook goedkoper en sneller geproduceerd kon worden. Het zwaard was slechts een reservewapen voor een groot deel van de geschiedenis.

## Symboliek
- Het zwaard is een symbool van macht of weerbaarheid.
- Twee gekruiste zwaarden symboliseren een strijd of slagveld.
- Een verticaal geplaatst zwaard met de punt naar beneden is een kruissymbool.
- In sommige culturen kon iemand tot ridder worden benoemd door de zogenaamde zwaardslag, hij ontving dan een ridderslag met een zwaard (meestal een kleine tik op de linkerschouder).
- Binnen de vrijmetselarij is het zwaard een symbool voor een "vrij man" zijn. Een vrij man mag zichzelf en zijn waarden verdedigen.

## In de literatuur
De middeleeuwse literatuur, en dan vooral het chanson de geste en de daarvan afgeleide Middelnederlandse Karel-epiek kent meerdere zwaarden met een (literaire) eigennaam, meestal een ‘sprekende naam’. Zo voerde Karel de Grote het zwaard ‘Gaudiosa’ (in het Latijn) / Joyeuse (in het Frans), zijn neef Roland het zwaard Durendal, Ogier van Denemerken het zwaard ‘Cortein’, Olivier van Vienne het zwaard ‘Haulteclaire’ en Renaud de Montauban het zwaard ‘Floberge’. In jongere verhalen werden sommige van deze zwaarden hergebruikt, vrijwel zeker met intertekstuele bedoelingen. Zo wordt het zwaard Floberge eveneens gehanteerd door Galien Rethoré en Maugis d’Aigremont, hoofdpersonen van gelijknamige romans. Ook Haulteclaire (lett. Luid klinkend) wordt door Galien Rethoré, een buitenechtelijke zoon van Olivier van Vienne, gedragen, en hetzelfde zwaard wordt in de Roman van Heinric en Margriete van Limborch door koning Lodewijc van Vranckrijck cadeau gedaan aan de ridder Evax.
In Middelnederlandse navolgingen is ‘Cyclopidant’ (reuzendoder) het zwaard van Flandrijs in de naar hem genoemde roman, en ‘Trenselijn’ (doorsnijder) dat van Florigout in de gelijknamige roman. Fierabras vecht met ‘Helmscaert’ (helmsplijter) in het naar hem genoemde epische fragment.
In de wereld van de Arturroman zijn paarden en wapens met een eigennaam ongebruikelijk. Beide zijn verzakelijkt tot gebruiksvoorwerpen. Koning Artur voert het zwaard Caliburnus / Excalibur. In de Middelnederlandse Arturroman Walewein en het zwevende schaakspel moet de hoofdpersoon het ‘Zwaard met de twee Ringen’ zien te bemachtigen dat in het bezit is van koning Amoraen / Amorijs, welk zwaard geënt zal zijn op het ‘Zwaard met de vreemde Ringen’ van koning David uit de roman La queste del saint Graal, Die queeste vanden grale in het Middelnederlands.
Ook de Duitse heldenepiek kent zwaarden met een eigennaam, het meest bekend het zwaard ‘Mimminc’, dat weer opduikt in de Roman van Heinric en Margriete van Limborch, eerst als het zwaard van de reus Morant (van den Woude) en later van de held Echites van Athene, nadat die Morant met zijn eigen zwaard heeft doodgeslagen.
Zelfs in de religieuze epiek dragen zwaarden namen. In Seghelijn van Jherusalem slaat de apostel Petrus de knecht Malchus een oor af met het zwaard ‘Rosenbrant’ (zwaard om reuzen mee te doden), waarmee eerder in de heilsgeschiedenis Mozes tegen de troepen van Pharao vocht.

## Spreekwoorden

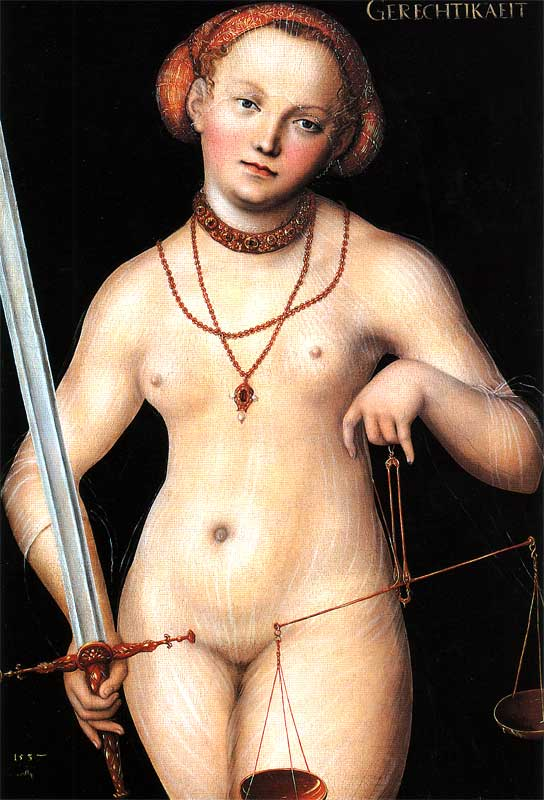
"Gerechtigheid" als naakte vrouw met zwaard en weegschaal" van Lucas Cranach de Oude, rond 1537

Zwaarden komen vaak voor in spreekwoorden en gezegden. Een voorbeeld is het spreekwoord "over de kling jagen", wat doden of de ondergang bewerkstelligen betekent. Volgens Stoet (1923-1925) betekende het van oorsprong een vluchtenden vijand geen kwartier geven, maar wordt het tegenwoordig ook gebezigd in de zin van iemand tot faillissement dwingen. De volledige uitdrukking zou volgens Stoett zijn 'iemand het hoofd over de kling jagen', dus: onthoofden.
Een ander voorbeeld: De pen is machtiger dan het zwaard, woorden kunnen meer teweegbrengen dan wapens.

## Krijgskunsten en vechtsporten
Tal van moderne oosterse en westerse krijgskunsten en -sporten maken gebruik van metalen zwaarden. 
Kenjutsu en iaido maken gebruik van de katana. Kungfu gebruikt de dao, historische Europese krijgskunsten gebruiken het eenhandig Europees zwaard, langzwaard en de rapier. Soms wordt dit gecombineerd met een schild of beukelaar. 